# Bodeștii de Jos, Neamț
Bodeștii de Jos este un sat în comuna Bodești din județul Neamț, Moldova, România.

## Vezi și
- Biserica Sfinții Voievozi din Bodeștii de Jos

## Imagini

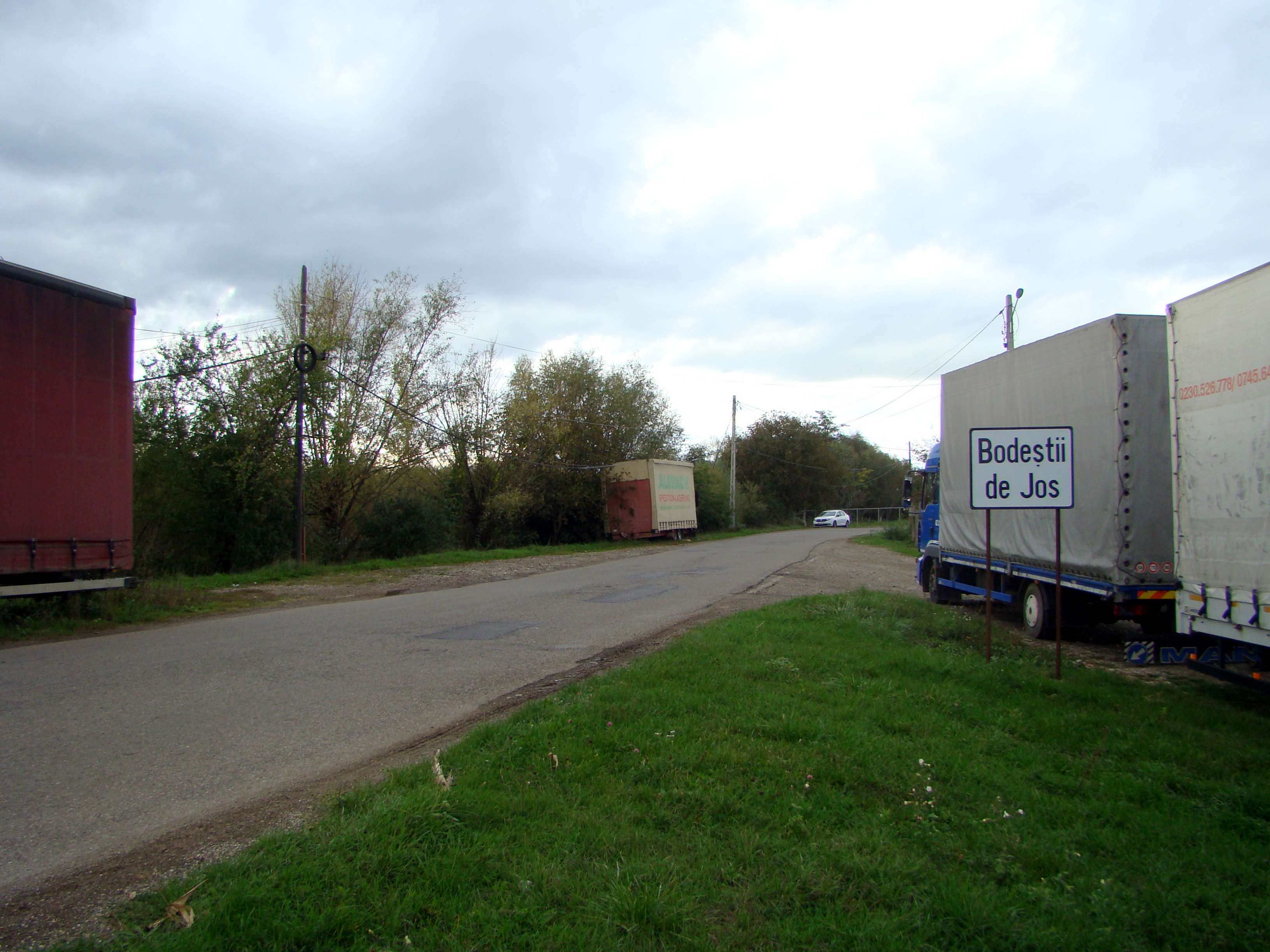
Intrarea în localitate
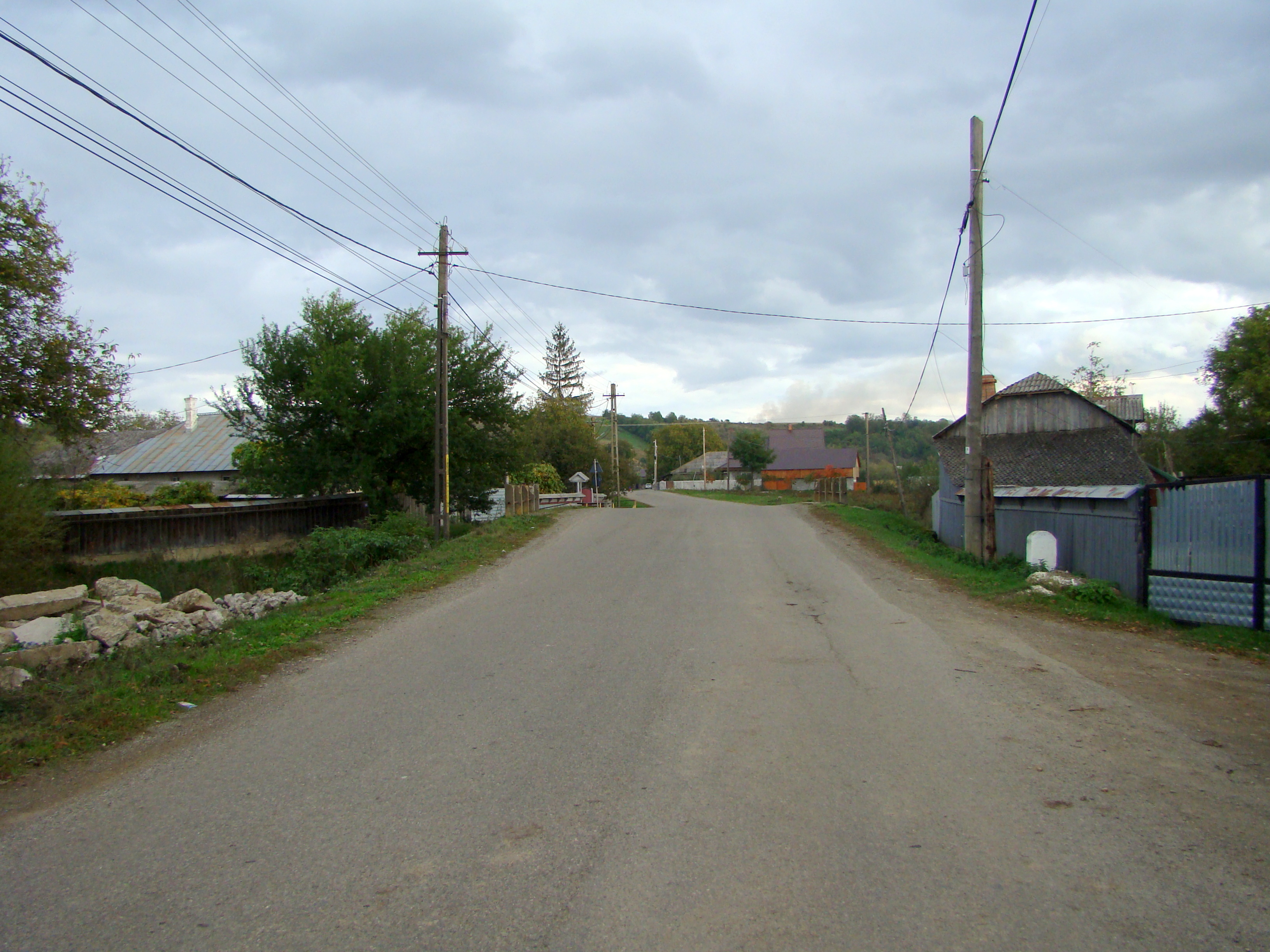
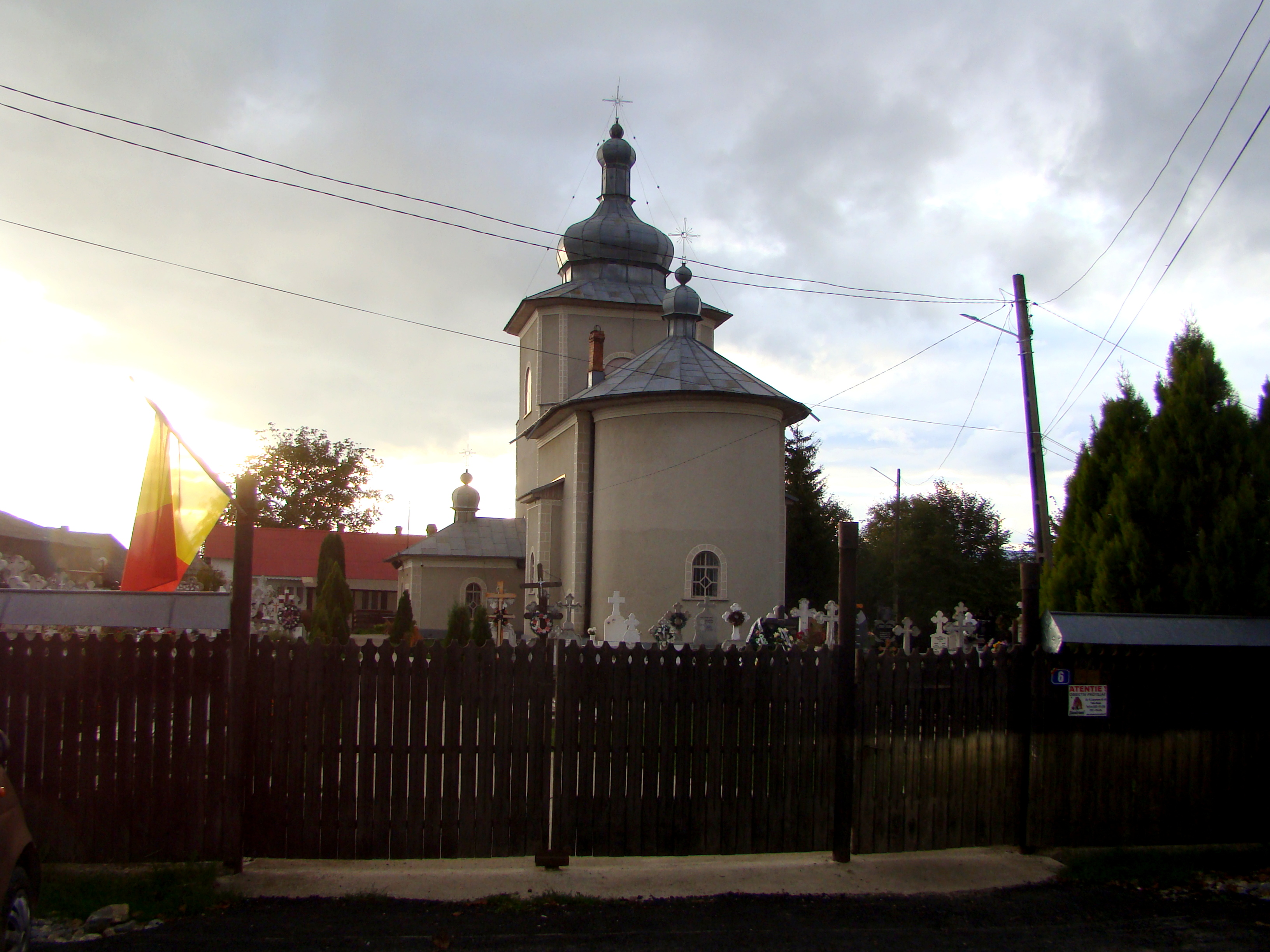
Biserica Sfinții Voievozi (monument istoric)
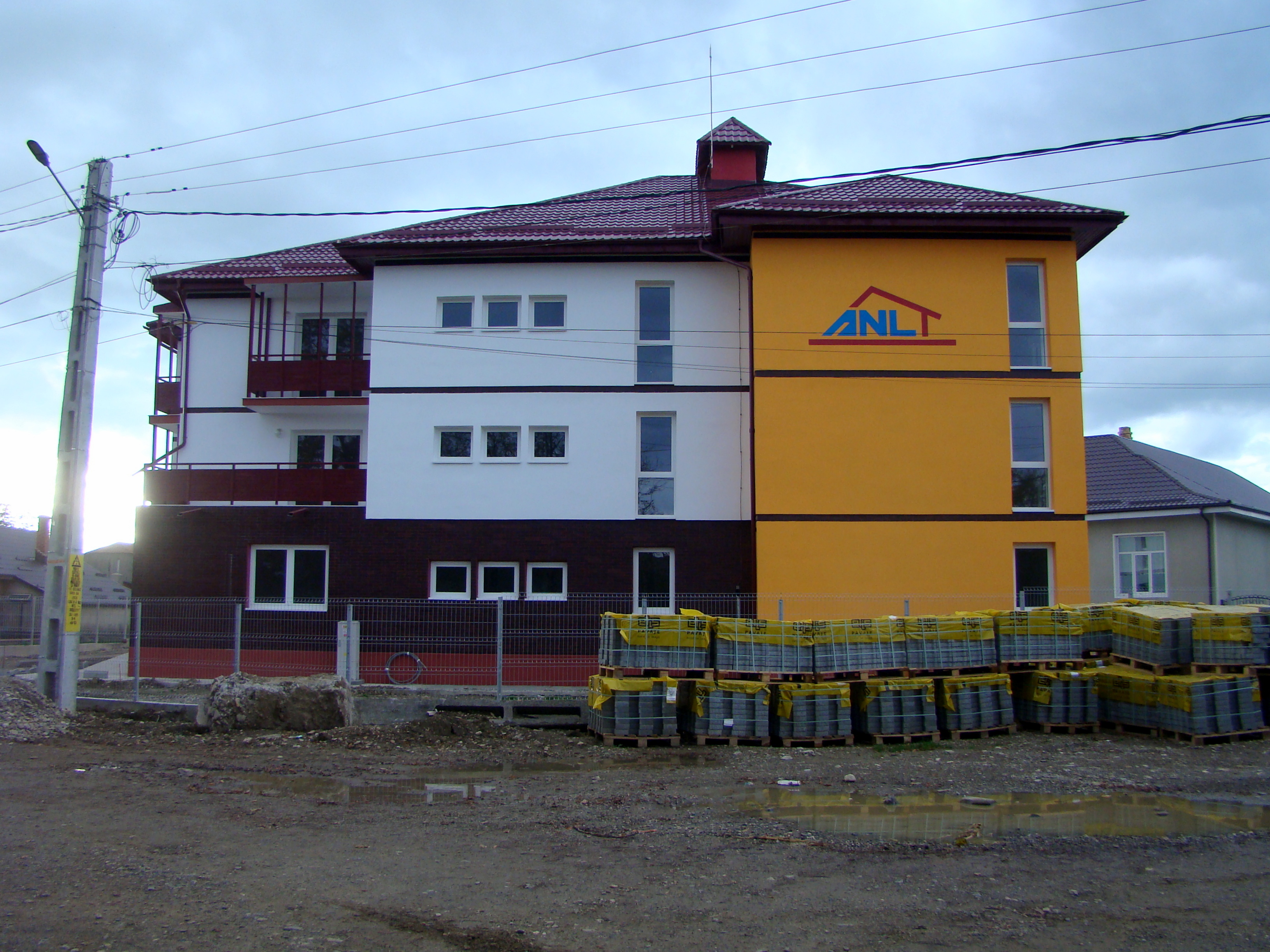
Blocul ANL
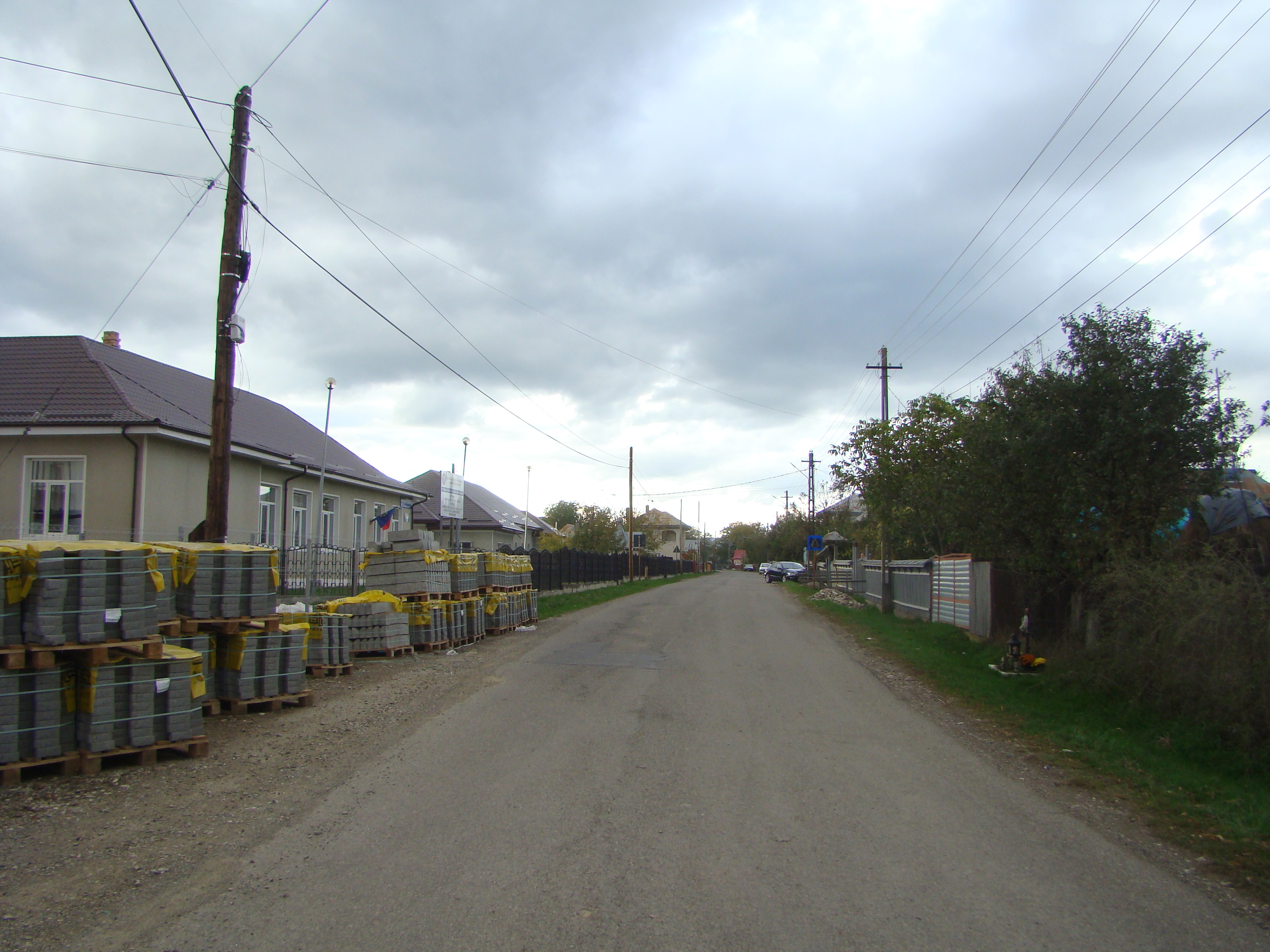
Școala
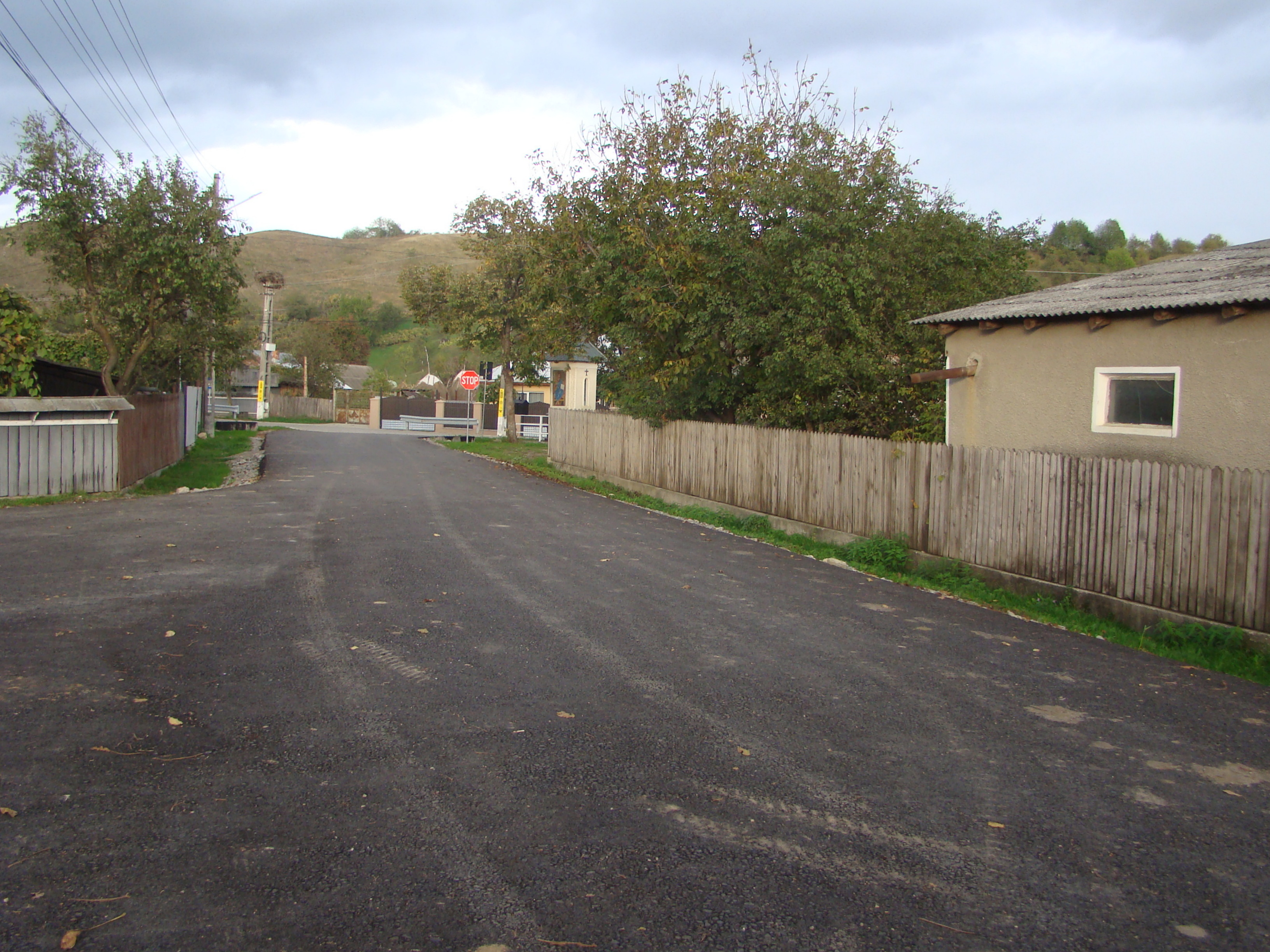
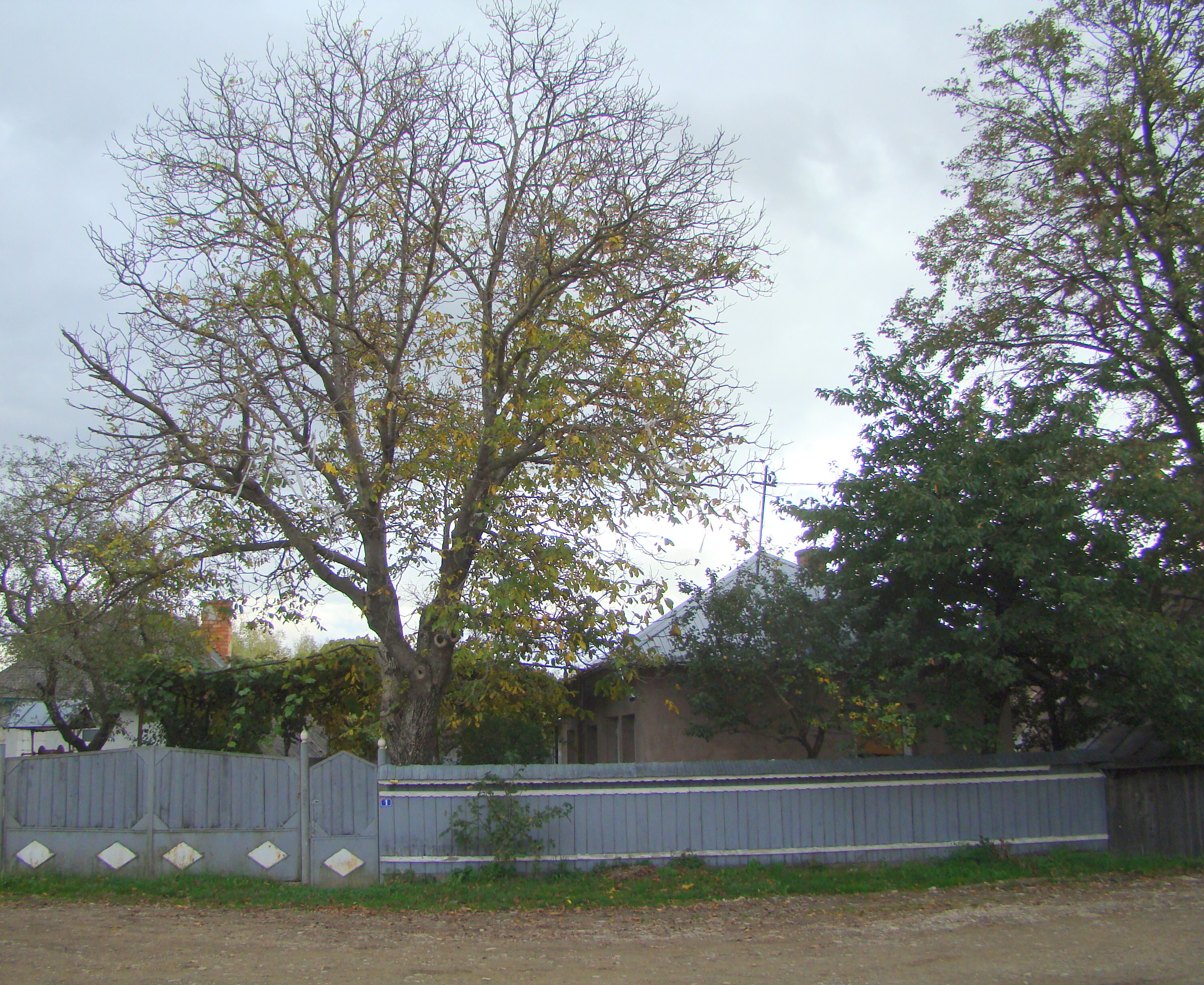
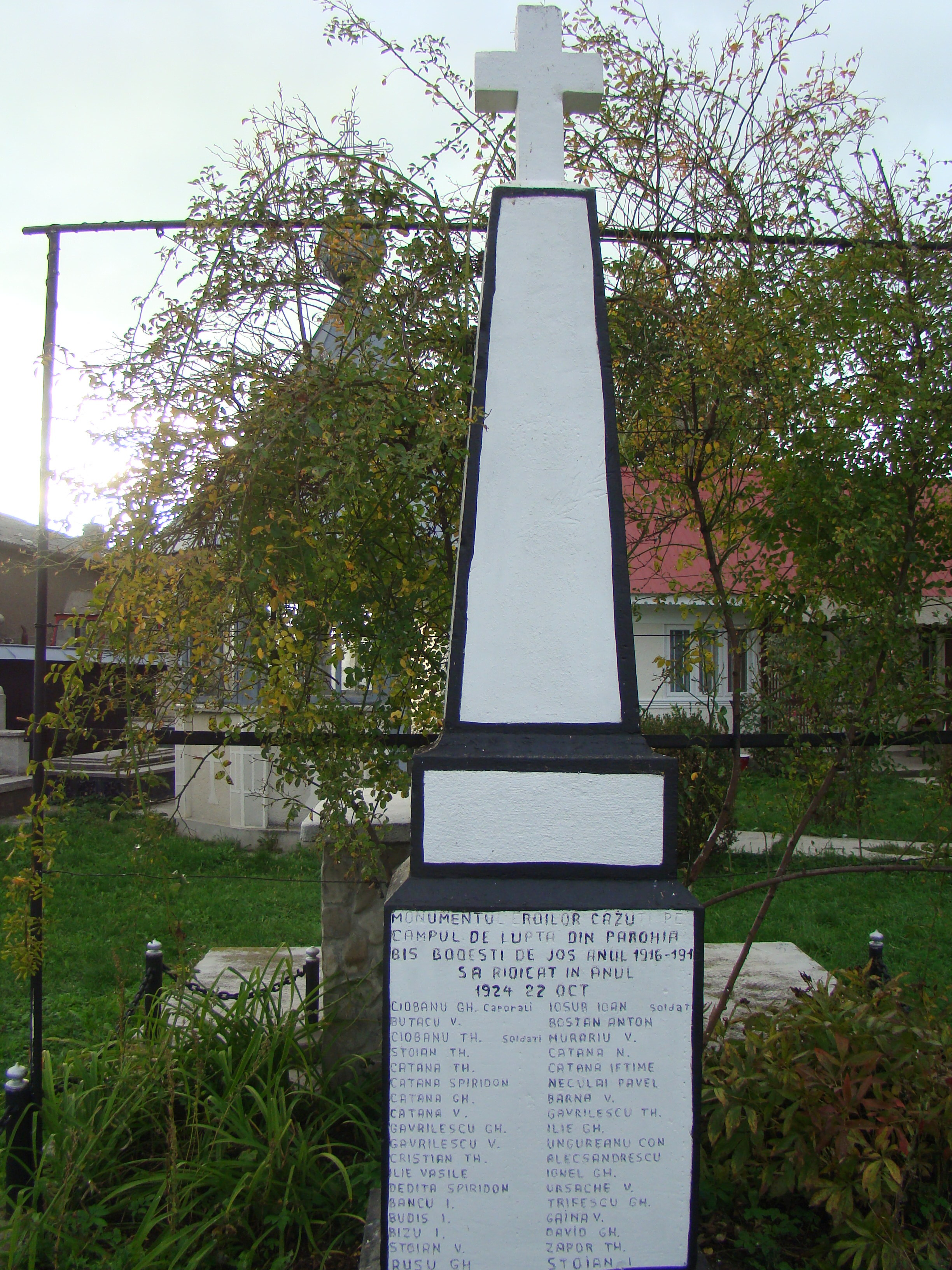
Monumentul eroilor
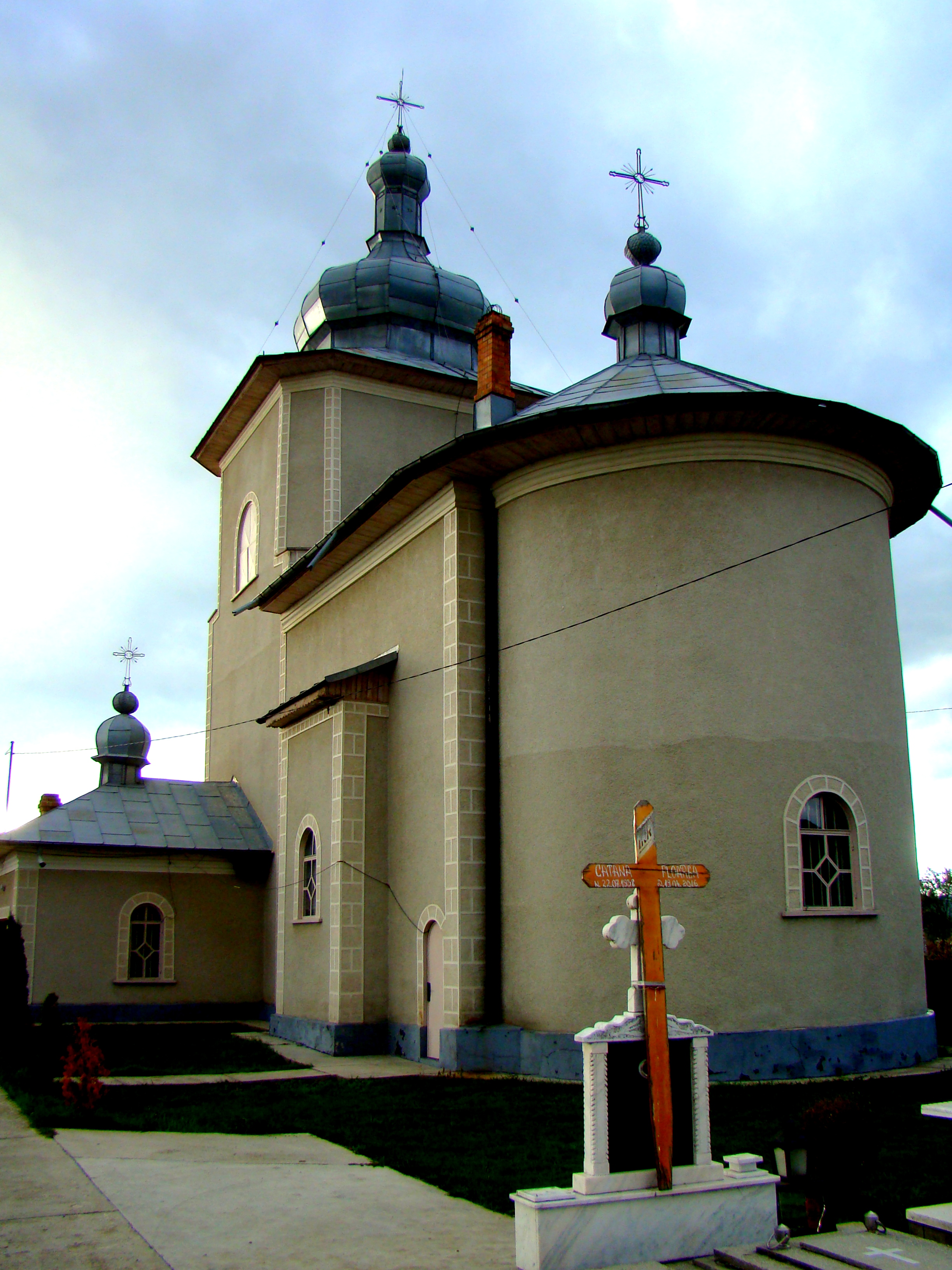
Biserica Sfinții Voievozi (monument istoric)
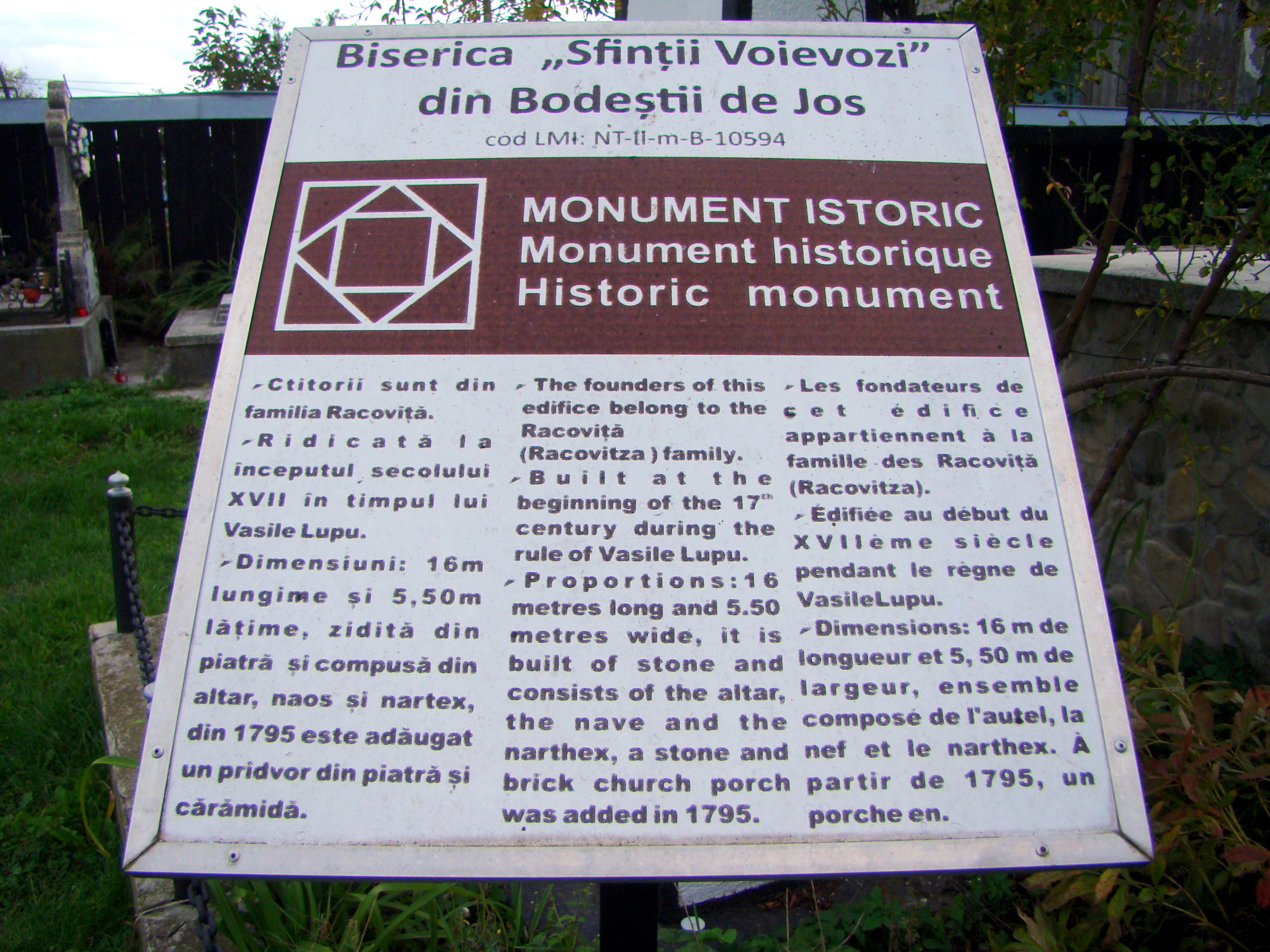

 Acest articol despre o localitate din județul Neamț este deocamdată un ciot. Puteți ajuta Wikipedia prin completarea lui.